# Михайловский район (Алтайский край)
Миха́йловский райо́н — административно-территориальное образование (сельский район) и муниципальное образование (муниципальный район) в  Алтайском крае России.
Административный центр — село Михайловское, расположенное в 407 км от Барнаула.

## География
Район расположен на юго-западе края. Рельеф — равнинный. Климат резко континентальный. Средняя температура января −17,6°С, июля +21°С. Годовое количество атмосферных осадков — 245 мм.
Площадь — 3113,68 км².
На территории района расположено много пресных и горько-соленых озёр, самое крупное из них — Малиновое озеро. Почвы — каштановые с многочисленными солонцами, в бору песчаные. Северная часть района — степь, по южной проходит ленточный бор. Растут сосна, берёза, осина, тополь; травы — ковыль, полынь. Обитают: из зверей — лиса, заяц, лось, косуля, белка, суслик, корсак, барсук, тушканчик; из птиц — тетерев, рябчик; из рыб — карась, линь, карп, окунь.

## История
Образован в марте 1941 года на части территории Ключевского района.

## Население
| 1959    | 1996    | 1997    | 1998    | 1999    | 2000    | 2001    | 2002    | 2003    |
| ------- | ------- | ------- | ------- | ------- | ------- | ------- | ------- | ------- |
| 28 656  | ↘24 200 | ↘24 001 | ↘23 801 | ↘22 800 | →22 800 | ↗23 400 | ↗24 100 | ↘23 801 |
| 2004    | 2005    | 2006    | 2007    | 2008    | 2009    | 2010    | 2011    | 2012    |
| ↗23 903 | ↗23 974 | ↗24 005 | ↘23 917 | ↘23 755 | ↘23 481 | ↘21 211 | ↘21 105 | ↘20 903 |
| 2013    | 2014    | 2015    | 2016    | 2017    | 2018    | 2019    | 2020    | 2021    |
| ↘20 654 | ↘20 412 | ↘20 093 | ↘19 839 | ↘19 727 | ↘19 574 | ↘19 295 | ↘19 214 | ↘16 758 |

### Национальный состав[17]
| национальность | мужчин | женщин | всего  | %    |
| -------------- | ------ | ------ | ------ | ---- |
| русские        | 9 086  | 10 389 | 19 475 | 81,8 |
| немцы          | 738    | 833    | 1 571  | 6,6  |
| казахи         | 774    | 714    | 1 488  | 6,25 |
| украинцы       | 233    | 305    | 538    | 2,26 |
| татары         | 113    | 126    | 239    | 1    |
| азербайджанцы  | 75     | 42     | 117    | 0,49 |
| белорусы       | 35     | 28     | 63     | 0,26 |
| мордва         | 21     | 34     | 55     | 0,23 |
| итого:         | 11 209 | 12 588 | 23 797 | 100  |

## Административно-муниципальное устройство
Михайловский район с точки зрения административно-территориального устройства края включает 8 административно-территориальных образований, в том числе  1 посёлок городского типа районного значения (поссовет) и 7 сельсоветов.
Михайловский муниципальный район в рамках муниципального устройства включает 8 муниципальных образований, в том числе 1 городское поселение и 7 сельских поселений:
| №        | Муниципальное образование | Административный центр | Количество населённых пунктов | Население (чел.) | Площадь (км²) |
| -------- | ------------------------- | ---------------------- | ----------------------------- | ---------------- | ------------- |
| 1e-06    | Городское поселение       |                        |                               |                  |               |
| 1        | Малиновоозёрский поссовет | пгт Малиновое Озеро    | 1                             | 2680             | 48,65         |
| 1.000002 | Сельское поселение        |                        |                               |                  |               |
| 2        | Ащегульский сельсовет     | село Ащегуль           | 1                             | 317              | 160,21        |
| 3        | Бастанский сельсовет      | село Бастан            | 1                             | 810              | 491,28        |
| 4        | Михайловский сельсовет    | село Михайловское      | 1                             | 8907             | 1062,05       |
| 5        | Назаровский сельсовет     | село Назаровка         | 1                             | 511              | 137,34        |
| 6        | Николаевский сельсовет    | село Николаевка        | 4                             | 973              | 460,00        |
| 7        | Полуямский сельсовет      | село Полуямки          | 1                             | 771              | 232,00        |
| 8        | Ракитовский сельсовет     | село Ракиты            | 1                             | 2052             | 522,15        |

### Населённые пункты
В Михайловском районе 11 населённых пунктов.
В сносках к названию населённого пункта указана административно-территориальная принадлежность

| Михайловское    | ↘8907 |
| Малиновое Озеро | ↘2680 |
| Ракиты          | ↘2052 |
| Николаевка      | ↘925  |

| Бастан    | ↘810 |
| Полуямки  | →771 |
| Назаровка | ↘511 |
| Ащегуль   | ↘317 |

| Неводное   | ↘212 |
| Иркутский  | ↘22  |
| Николаевка | ↗5   |

### Упразднённые населённые пункты
- Мавлютовка
- Соколовка
- Соляновка

## Экономика
Основное направление экономики — сельское хозяйство. Развито производство зерна (элеватор компании «Пава»), мясомолочное животноводство, овцеводство. На территории района находятся Михайловский завод химических реактивов, лесхоз, типография.

## Транспорт
По территории района проходят автомобильные трассы:
- Змеиногорск — Михайловское — Карасук,
- Михайловское — Угловское — Рубцовск.

А также участок Западно-Сибирской железной дороги.

## Пожар 8 сентября 2010 года
8 сентября 2010 года в Михайловский район с территории Казахстана пришёл верховой лесной пожар. Распространению огня способствовала аномально высокая для этого времени года температура (около 35 градусов Цельсия) в сочетании с ураганным ветром (30 м/с) и длительным (более полутора месяцев) отсутствием осадков. Огонь перекинулся на населённые пункты Николаевка и Бастан. В Николаевке сгорело 306 домов, а в Бастане 6.

## Археология
Наряду с могильниками Фирсово-XIV и Чекановский Лог-X некрополь Рублёво-VIII является одним из основных памятников андроновской культуры. На могильнике Рублёво-VIII исследовано 103 погребения. Возраст могильника Рублёво VIII датируется периодом XVII—XIV    века до нашей эры.
В древней котловине озера Рублёво находилось поселение саргаринско-алексеевской культуры Рублёво-VI.